# Cantó de Revigny-sur-Ornain
El cantó de Revigny-sur-Ornain és un cantó francès del departament del Mosa, situat al districte de Bar-le-Duc. Té 15 municipis i el cap és Revigny-sur-Ornain.

## Municipis
- Andernay
- Beurey-sur-Saulx
- Brabant-le-Roi
- Contrisson
- Couvonges
- Laimont
- Mognéville
- Nettancourt
- Neuville-sur-Ornain
- Rancourt-sur-Ornain
- Remennecourt
- Revigny-sur-Ornain
- Val-d'Ornain
- Vassincourt
- Villers-aux-Vents

## Història
| Data d'elecció                           | Identitat      | Partit           | Qualitat |
| ---------------------------------------- | -------------- | ---------------- | -------- |
| 1970-1988                                | Pierre Didon   | Divers droite    |          |
| 1988-1994                                | Claude Roy     | UDF              |          |
| 1994-199.                                | Alain Clément  | PS               |          |
| 199.-2008                                | Pierre Parisse | UDF, després UMP |          |
| 2008-                                    | Pierre Burgain | PS               |          |
| les dades anteriors no són pas conegudes |                |                  |          |
|                                          |                |                  |          |